# Tay Garnett
William Taylor "Tay" Garnett (Santa Ana, Califòrnia, 13 de juny de 1894 − Sawtelle, Los Angeles, Califòrnia, 3 d'octubre de 1977) va ser un director, guionista, productor, actor i compositor estatunidenc. « Personalitat negligible », segons Georges Sadoul, o « escenògraf enèrgic, directe, sabent explicar històries plenes de salut, d'alegria, de sabor», com el va definir, al començament de la seva carrera, Jean George Auriol

## Biografia
Director, guionista i productor de cinema, Tay Garnett neix a Santa Ana (Califòrnia), prop de Los Angeles. Estudiant a la Polytechnic High School de la «Ciutat de Los Angeles», després a l'Institut superior de tecnologia (MTT) de Massachusetts El jove, tot i que massa jove per ser futbolista, és també un gimnasta consumat; apassionat pel teatre, posarà la seva capacitat física al servei d'una tropa d'acròbates ambulants.

Quan els Estats Units van entrar en guerra el 2 d'abril de 1917, s'apunta a l'armada i és instructor de pilots pel Naval Air Service a San Diego entre 1917 i 1922; ferit en un aterratge forçós, hereta una coixesa permanent i es troba encarregat d'organitzar espectacles per les tropes. Pouant en el seu amor pel vodevil còmic, concep encadenaments de gags burlescs, la qualitat dels quals atreuen l'atenció del productor independent Alan Holubar (1888-1923). El seu biògraf Christian Viviani diu en relació al seu gust per la comèdia: 
| « | Garnett té el millor d'ell fins i tot en el registre del melodrama i de la comèdia, o a la frontera dels dos amb aquest sorprenent melodrama que fa riure Seven Sinners | » |

. Retirat de les seves obligacions militars el 1922, Garnett és contractat com a guionista a Broken Chains  (un western) i Slander the Woman  (una aventura romàntica).
Segur amb aquesta primera experiència cinematogràfica, s'incorpora a l'equip dels estudis Hal Roach, una de les figures notables de la paròdia americana, i escriu gags per Charley Case, Will Rogers; després d'un període de difícil feina, Garnett aterra naturalment sota la direcció de l'altre gran de la comèdia, Mack Sennett; entre 1924 i 1926, col·labora amb Hal Conklin, Vernon Smith o Frank Capra amb guions destinats als còmics: Harry Langdon, Ben Turpin, Slim Summerville o Stan Laurel.
El 1926, signa un contracte de set anys com a guionista pels estudis Cecil B. DeMille, llavors sota pavelló Pathé; les seves primeres signatures tenen per títol Cruise of the Jasper B , White Cold , Power , o Skyscraper . Atret per la direcció, Garnett li dona una oportunitat per prendre les regnes de Celebrity , l'adaptació té l'èxit de Broadway; Després d'altres sis títols per Pathé, Tay Garnett signa amb Universal un dels èxits de l'any 1932,  Okay, America! , el mateix any, és «prestat» a la Warner Bros per signar  One Way Passage , Oscar al millor guió original.
De tornada a la Universal, Garnett es guanya de nou la direcció amb China Seas (1935), comèdia estrepitosa interpretada per Clark Gable, Wallace Beery i Jean Harlow. El 1937, El cineasta fa societat amb el productor independent Walter Wanger, i compra així la llibertat de fer pel·lícules de la seva tria; la seva col·laboració va durar tres anys i donarà algunes comèdies tretes com Sempre Eva, Trade Winds i Eternament teva.
1940 marca el gran èxit de Seven Sinners, interpretat per John Wayne i Marlene Dietrich. El 1943, Garnett signa dues pel·lícules de guerra extremadament populars per la Metro-Goldwyn-Mayer: Bataan  i  The Cross of Lorreine ; El cineasta continuarà al capdamunt del box office amb Mrs. Parkington (1944), i The Valley of Decision (1945).
Després de  The Postman Always Rings Twice, Tay Garnett deixa la MGM i la seva carrera llavors no fa més que declinar, anant d'un estudi a l'altre amb pel·lícules d'encàrrec sense gran interès, Garnett troba una mica el seu estil a Motiu d'alarma (1951) abans de marxar el 1953, cap a la televisió (Els Incorruptibles, Rawhide, Bonanza) fins a mitjans dels anys 1960. Durant aquests anys retorna també a l'escriptura (havia escrit una novel·la, Man Laughs Back  el 1935, recollint les confidències d'alguns «grans» del cinema internacional, de Capra a Fellini, per un llibre, Un segle de cinema , que serà publicat després de la seva mort, després escriu el 1973 una autobiografia:  Light Yout Torches and Pull Up Your Tights  (literalment: «Encen les teves torxes i puja't les mitges»).
El llibre de Tay Garnett Un segle de cinema  és reeditat el 2013 per TNVO Edicions.
Signa encara tres pel·lícules entre 1970 i 1975 a Alaska, abans de morir de leucèmia el 3 d'octubre de 1977 a Califòrnia. Tay Garnet té la seva estrella al famós Passeig de la Fama al 6556 Hollywood Boulevard

## Filmografia
Director
- 1924: Fast Black
- 1925: Riders of the Kitchen Range
- 1925: All Wool
- 1928: Celebrity
- 1928: The Spieler
- 1929: The Flying Fool
- 1929: Oh, Yeah!
- 1930: Officer O'Brien
- 1930: Her Man
- 1931: Bad Company
- 1932: Okay, America!
- 1932: One Way Passage
- 1933: SOS Iceberg
- 1933: Destination Unknown
- 1935: China Seas
- 1935: She Couldn't Take It
- 1935: Professional Soldier
- 1937: Love Is News
- 1937: Slave Ship
- 1937: Sempre Eva (Stand-In)
- 1938: El plaer de viure (Joy of living)
- 1938: Trade Winds
- 1939: Eternament teva (Eternally Yours)
- 1939: Amb les mateixes armes (Slightly Honorable)
- 1940: Seven Sinners
- 1941: Cheers for Miss Bishop
- 1942: My Favorite Spy
- 1943: Bataan
- 1943: The Cross of Lorraine
- 1944: Mrs. Parkington
- 1945: The Valley of Decision
- 1946: The Postman Always Rings Twice
- 1947: Wild Harvest
- 1949: A Connecticut Yankee in King Arthur's Court
- 1950: El bòlid (The Fireball)
- 1951: Soldiers Three
- 1951: Motiu d'alarma (Cause for Alarm!)
- 1952: Corea, hora zero (One Minute to Zero)
- 1952: Four Star Playhouse (sèrie televisiva)
- 1953: Letter to Loretta (sèrie televisiva)
- 1953: Main Street to Broadway
- 1954: El cavaller negre (The Black Knight)
- 1956: Seven Wonders of the World
- 1957: Wagon Train (sèrie televisiva)
- 1959: Riverboat (sèrie televisiva)
- 1959: Laramie (sèrie televisiva)
- 1960: Els guerrers de la nit (A Terrible Beauty)
- 1960: The Tall Man (sèrie televisiva)
- 1961: 87th Precinct (sèrie televisiva)
- 1961: Frontier Circus (sèrie televisiva)
- 1962: The Beachcomber (sèrie televisiva)
- 1962: The New Loretta Young Show (sèrie televisiva)
- 1963: Pistoles a la frontera (Cattle King)
- 1965: Please Don't Eat the Daisies (sèrie televisiva)
- 1970: The Delta Factor
- 1975: Challenge to Be Free
- 1975: Timber Tramps

Guionista
- 1922: Broken Chains
- 1922: The Hottentot
- 1924: Don't Park There
- 1924: Galloping Bungalows
- 1925: Honeymoon Hardships
- 1925: Who's Your Friend
- 1926: That's My Baby
- 1926: Up in Mabel's Room
- 1926: The Strong Man
- 1926: Smith's Visitor
- 1926: There You Are!
- 1926: The Cruise of the Jasper B
- 1927: Rubber Tires
- 1927: Getting Gertie's Garter
- 1927: White Gold
- 1927: Long Pants, de Frank Capra
- 1927: No Control
- 1927: Turkish Delight
- 1928: Skyscraper
- 1928: The Cop
- 1928: Power, de Howard Higgin
- 1928: Celebrity
- 1928: The Spieler
- 1929: The Flying Fool
- 1929: Oh, Yeah!
- 1931: Bad Company
- 1932: Prestige
- 1932: One Way Passage
- 1950: El bòlid (The Fireball)
- 1970: The Delta Factor

Productor
- 1938: El plaer de viure (Joy of living)
- 1938: Trade Winds
- 1939: Eternament teva (Eternally Yours)
- 1940: Amb les mateixes armes (Slightly Honorable)
- 1941: Unexpected Uncle
- 1941: Weekend for Three

Actor als seu propis films
- 1932: Okay, America!: Un home a les oficines del diari
- 1939: Eternament teva (Eternally Yours): Pilot
- 1940: Amb les mateixes armes (Slightly Honorable): Periodista
- 1940: Seven Sinners: un mariner borratxo
- 1975: Challenge to Be Free: El vell Marshal McGee